# الیزابت بوهم
الیزابت بوهم (انگلیسی: Elizabeth of Bohemia؛ ‏ چکی: Eliška Přemyslovna؛ ‏ ۲۰ ژانویه ۱۲۹۲ – ۲۸ سپتامبر ۱۳۳۰) شهبانوی پادشاهی بوهم بود. وی یک شاهدخت از دودمان پرژمیسل بوهم بود که به عنوان نخستین همسر یان، پادشاه بوهم (ملقب به یانِ نابینا) شهبانوی بوهم شد. او مادر امپراتور کارل چهارم پادشاه بوهم و دختر یودیت هابسبورگ، یکی از اعضای دودمان هابسبورگ بود.

## کودکی
الیزابت دختر واتسلاو دوم بوهم و یودیت هابسبورگ بود. مادرش زمانی که او پنج ساله بود، درگذشت و از ده فرزندش تنها چهار نفر از آنها به سن بزرگسالی رسیدند: واتسلاو سوم بوهم، آنا دوشس اتریش، الیزابت و مارگارت بوهم، دوشس باواریا. الیزابت و خواهر و برادرش همچنین یک خواهر ناتنی به نام اَگنس داشتند. شش سال پس از مرگ مادرش، پدرش دوباره با یک شاهدخت لهستانی به نام الیزابت ریکزا از دودمان پیاست ازدواج کرد. پدر الیزابت سپس تاج لهستان را به دست آورد.
وقایع قابل توجه بسیاری در دوران جوانی الیزابت به وقوع پیوست، از جمله آتش‌سوزی ویرانگر در قلعه پراگ در سال ۱۳۰۳ مرگ پدرش، [۸] و ترور برادرش واتسلاو سوم بوهم. الیزابت در سیزده سالگی یتیم شد و با خواهرش آنا زندگی می‌کرد. خواهر دیگر او، مارگارت، در سن هفت سالگی با بولسلاو سوم سخاوتمند، پس از اینکه او به همراه مادرش، الیزابت لهستان بزرگ به دربار بوهم آمده بودند، ازدواج کرد.
الیزابت برای زندگی با عمه اش کونیگوند به صومعه ای نزدیک قلعه پراگ رفت. بدون مادر، الیزابت به شدت تحت تأثیر عمه اش بود. خواهر شوهرش، ویولای تشن، و نامادری اش، الیزابت ریکزا مدتی با با آن و الیزابت زندگی کردند تا هنگامی که رابطه بین خواهران بدتر شد.

## مبارزه برای تاج و تخت
در سال ۱۳۰۶، پس از قتل برادر برادرش واتسلاو سوم بوهم برادر زن الیزابت، هنری، پادشاه بوهم شد. الیزابت اکنون تنها شاهزاده خانم مجرد خانواده بود و چهارده سالگی سن مناسبی برای ازدواج به حساب می‌آمد و در نتیجه نقش مهمی در جنگ قدرت برای پادشاهی بوهم ایفا کرد.
نزاع بر سر تاج و تخت بوهم بین هنری بوهم و رودلف هابسبورگ باعث شد که رودلف، بوهم را تصاحب کرده و با ملکه الیزابت ریکزا ازدواج کند. الیزابت با بیوه برادرش، ویولای تشن، برای زندگی به قلعه پراگ رفت. با این حال، با مرگ رودولف در سال ۱۳۰۷، تاج و تخت به برادر شوهر و خواهرش بازگشت، که می‌خواستند الیزابت به دلایل سیاسی با ارباب برگوا (اتو لوبدابورگ) ازدواج کند. الیزابت از ازدواج با اتو امتناع کرد و بنابراین الیزابت و خواهرش با یکدیگر درگیر شدند.
یک گروه مخالف علیه هنری و آنا شکل گرفت که سرکرده آنها الیزابت بود.

## سال‌های پایانی
الیزابت در انزوای کامل و رها شده توسط همه بوهم را ترک کرد و برای زندگی در تبعید به بایرن رفت. اقدامات او به عنوان یک اقدام خصمانه آشکار نسبت به یان، پادشاه بوهم و خاندان اشرافی در نظر گرفته شد. الیزابت در تبعید، آخرین فرزندان خود، دختران دوقلوی آن و الیزابت را به دنیا آورد. یان در دوران تبعید از الیزابت حمایت نکرد. الیزابت در سال ۱۳۲۵ با دخترش آنا به بوهم بازگشت چرا که قل دیگر (با نام الیزابت) چند ماه پیش از دنیا رفته بود. در هنگام بازگشت وی بیمار بود، اما پنج سال دیگر زنده ماند. سالهای پایانی او تحت تأثیر کمبود مالی و پول قرار گرفت که باعث شد او نتواند بارگاه خود را حفظ کند. الیزابت سرانجام در سال ۱۳۳۰ و در سن سی و هشت سالگی بر اثر بیماری سل درگذشت.